# 田不禮
田不禮（？—前295年），或作佃不禮、田不禋，宋國人，原本是宋王偃的大臣，前299年入趙國，趙武靈王用他為大夫，後來要他輔佐代郡的公子章。公子章是趙武靈王所廢的太子，對於失位甚為怨恨，素有造反奪權之意。
將軍李兌對宰相肥義說：「公子章身強力壯並且心性驕傲，黨羽眾多，野心很大，恐怕有私謀罷！田不禮的為人，殘忍好殺又傲慢。這兩個人相知相得，一定會有陰謀出現，一旦出來，就希望作亂徼幸成功。」
肥義則表示說：「公子章與田不禮非常令人擔憂。他們對於道義，講得很善良，而事實上卻是作惡，他們為人，不能盡到兒子跟臣子的本分。」最後肥義願意犧牲自己，以保護公子何。
田不禮後來果然與公子章串謀，前295年在沙丘（今河北廣宗）發動兵變，史稱沙丘之亂，企圖殺死趙惠文王以篡位，但只殺了宰相肥義。
公子成和李兌從邯鄲趕來平亂，田不禮被殺。